# Bailey De Young

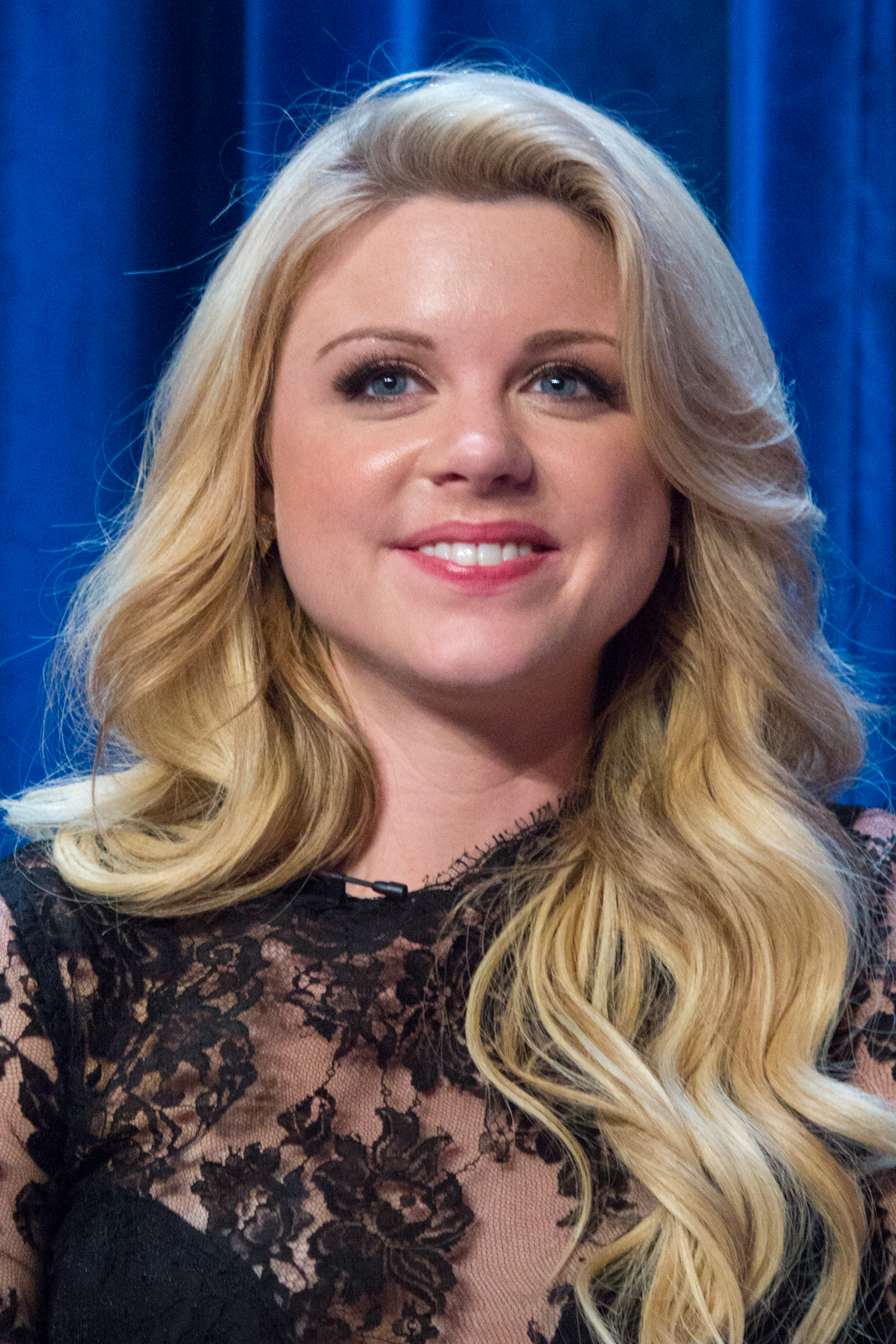
Bailey De Young (2014)

Bailey De Young (* 16. September 1989 als Bailey Buntain in Sacramento, Kalifornien) ist eine US-amerikanische Schauspielerin und Tänzerin. Sie ist bekannt durch ihre Rollen als Ginny Thompson in New in Paradise (2012–2013) und Lauren in Faking It (seit 2014).

## Leben
Bailey Buntain ist eine professionelle Ballerina und begann ihr Training im Alter von sieben Jahren. Sie ist Absolventin der American Musical and Dramatic Academy. Anschließend erhielt sie eine Hauptrolle als Ginny Thompson in der bei ABC Family ausgestrahlten Serie New in Paradise. 2014 hatte sie einen Gastauftritt in der Sitcom Baby Daddy als Bailey. In der seit 2014 auf MTV laufenden Sitcom Faking It spielt sie die konservative Lauren, die Stiefschwester von Amy (Rita Volk). Am 3. August 2014 heiratete sie Tyler De Young und nahm dabei dessen Nachnamen an.

## Filmografie
- 2012–2013: New in Paradise (Bunheads, 18 Episoden)
- 2012–2013: The Middle (2 Episoden)
- 2014: Baby Daddy (Episode 3x11)
- 2014: Petals on the Wind (Fernsehfilm)
- 2014–2016: Faking It (38 Episoden)
- 2015: The Murder Pact
- 2016: Gilmore Girls: Ein neues Jahr (Gilmore Girls: A Year in the Life, Miniserie, Episode 1x03)
- 2017–2023: The Marvelous Mrs. Maisel (20 Episoden)